# Shadzong Ritro
Shartsong Ritreu ou Shadzong Ritrö (tibétain : ཞེ་འཛོང་དགོན་པ, Wylie : zhe 'dzong dgon pa, chinois simplifié : 夏宗寺 ; pinyin : Xiàzōng sì), un des monastères les plus célèbres du Tibet, a été fondé par Rolpe Dorje, le 4e Karmapa, sur une montagne dominant Taktser, le village natal du dalaï-lama dans l’ancien province tibétaine de l’Amdo.
Ce monastère a été construit sur un escarpement d’un pic de 150 mètres. C’est en ce lieu que le 4e Karmapa conféra les premiers vœux (Upāsaka) à Tsongkhapa (1357-1419), le futur réformateur du bouddhisme tibétain. Lors de cette cérémonie, le Karmapa coupa une mèche de cheveux de l’enfant, puis la lança sur un rocher proche de la grotte où il vivait, créant une fissure dans la roche. Un genévrier exhalant une odeur de chevelure humaine et encore visible de nos jours aurait poussé dans l’anfractuosité .
Le monastère se situe à 7 km du village de Taktser, sur un escarpement d’un pic dominant les environs.
Selon Thupten Jigme Norbu, vers la fin de la guerre civile chinoise en 1949, des hordes de pillards sous la conduite des communistes ont dérobé et détruit ce qu’elles ne pouvaient emporter, incendiant les bâtiments de Shartsong Ritrö.